# Marcin Wrotyński
Marcin Wrotyński (* 11. März 1996) ist ein polnischer Leichtathlet, der sich auf den Hammerwurf spezialisiert hat.

## Sportliche Laufbahn
Erste internationale Erfahrungen sammelte Marcin Wrotyński im Jahr 2015, als er bei den Junioreneuropameisterschaften in Eskilstuna mit einer Weite von 17,40 m den elften Platz im Kugelstoßen belegte. 2019 startete er bei der Sommer-Universiade in Neapel und brachte dort in der Vorrunde keinen gültigen Versuch zustande. 2022 schied er bei den Weltmeisterschaften in Eugene mit 73,55 m in der Qualifikationsrunde aus und bei den Europameisterschaften in München verpasste er mit 71,86 m ebenfalls den Finaleinzug. Im Jahr darauf schied er bei den Weltmeisterschaften in Budapest mit 68,65 m in der Vorrunde aus und 2024 verpasste er bei den Europameisterschaften in Rom mit 73,58 m den Finaleinzug.